# Stefan Kruger
Stefan Kruger, né le 3 août 1966 au Cap, est un ancien joueur de tennis professionnel sud-africain.

## Palmarès

### Titres en double messieurs
| No | Date       | Nom et lieu du tournoi                            | Catégorie    | Dotation  | Surface    | Partenaire           | Finalistes                       | Score         |  |
| -- | ---------- | ------------------------------------------------- | ------------ | --------- | ---------- | -------------------- | -------------------------------- | ------------- |  |
| 1  | 02-01-1989 | South Australian Open Adélaïde                    |              | 93 400 $  | Dur (ext.) | Neil Broad           | Mark Kratzmann Glenn Layendecker | 6-2, 7-6      |  |
| 2  | 24-09-1990 | Swiss Indoors Bâle                                | World Series | 450 000 $ | Dur (int.) | Christo van Rensburg | Neil Broad Gary Muller           | 4-6, 7-6, 6-3 |  |
| 3  | 31-12-1990 | Australian Men's Hardcourt Championships Adélaïde | World Series | 150 000 $ | Dur (ext.) | Wayne Ferreira       | Paul Haarhuis Mark Koevermans    | 6-4, 4-6, 6-4 |  |

### Finales en double messieurs
| No | Date       | Nom et lieu du tournoi                               | Catégorie    | Dotation  | Surface         | Vainqueurs                     | Partenaire            | Score         |  |
| -- | ---------- | ---------------------------------------------------- | ------------ | --------- | --------------- | ------------------------------ | --------------------- | ------------- |  |
| 1  | 10-07-1989 | Volvo Hall of Fame Tennis Championships Newport (RI) |              | 125 000 $ | Gazon (ext.)    | Patrick Galbraith Brian Garrow | Neil Broad            | 2-6, 7-5, 6-3 |  |
| 2  | 22-04-1991 | Epson Super Tennis Tournament Singapour              | World Series | 225 000 $ | Dur (ext.)      | Grant Connell Glenn Michibata  | Christo van Rensburg  | 6-4, 5-7, 7-6 |  |
| 3  | 19-10-1992 | Grand Prix de tennis de Lyon Lyon                    | World Series | 550 000 $ | Moquette (int.) | Jakob Hlasek Marc Rosset       | Neil Broad            | 6-1, 6-3      |  |
| 4  | 14-06-1993 | Direct Line Insurance Manchester Open Manchester     | World Series | 275 000 $ | Gazon (ext.)    | Ken Flach Rick Leach           | Glenn Michibata       | 6-4, 6-1      |  |
| 5  | 18-10-1993 | Grand Prix de tennis de Lyon Lyon                    | World Series | 575 000 $ | Moquette (int.) | Gary Muller Danie Visser       | John-Laffnie de Jager | 6-3, 7-6      |  |